# Mīmāṃsā
Mīmāṃsā, también llamada Pūrva-Mīmāṁsā o Karma-Mīmāṁsā, es una escuela ortodoxa del hinduismo (darshanas), de ortopraxia ritual y conocida por su estudio hermenéutico de interpretación de los Vedas y sus yajñas a los dioses védicos. Para esta tradición, el estudio del dharma como rituales y deberes sociales era central. También sostuvieron que los Vedas eran «eternos, sin nombre, [e] infalibles» y que los mandamientos y mantras védicos en los rituales son acciones prescriptivas de importancia primaria. Debido a su enfoque en el estudio e interpretación de textos, Mīmāṃsā también desarrolló teorías de filología y la filosofía del lenguaje que influyó en otras escuelas indias. Principalmente sostuvieron que el propósito del lenguaje era prescribir claramente las acciones correctas, los rituales y corregir el dharma (deber o virtud). Mīmāṃsā también es principalmente katenoteísta, negando el principio del Brahmán y el Paraṃbrahman, situándose así como sucesor del antiguo vedismo.
La palabra sánscrita «mīmāṃsā» (मीमांसा, en escritura devánagari) proviene del término man: ‘mente, pensamiento’ y significa literalmente 'investigación' o 'examen' [de los textos védicos]. Es un concepto de alguna manera similar a la palabra griega ἱστορία, 'istoría'. Creado por el rishi Yaimini, sus seguidores se denominan mimansaka.
Un texto clave de la escuela Mīmāṃsā es el Mīmāṃsā Sūtra de Jaimini y los principales pensadores Mīmāṃsā incluyen Prabhākara (circa siglo VII d. C.) y Kumārila Bhaṭṭa (aproximadamente 700 d. C.). La escuela Mīmāṃsā influyó fuertemente en Vedānta que también se conocía como «Uttara-Mīmāṃsā». Sin embargo mientras Mīmāṃsā enfatizaba «karmakāṇḍa», o el estudio de acciones rituales usando los primeros Vedas, las escuelas Vedānta enfatizaban «jñanakāṇḍa», el estudio del conocimiento, usando las partes posteriores de Vedas como los Upaniṣads.

## Contextualización en el hinduismo
Según el Sanskrit-English Dictionary del británico Monier Monier-Williams (1819-1899), el mimansá es una de las tres grandes divisiones de la filosofía ortodoxa hinduista, que a su vez se divide en dos sistemas:
- pūrva-mīmāṃsā (‘examen anterior’) o karma-mīmāṃsā (‘examen de las actividades [ritualistas]’), que sería el «mīmāṃsā propiamente dicho», y fue producido por el sabio Yaimini. Se dedica principalmente a la interpretación correcta de los textos y los rituales védicos.
- uttara-mīmāṃsā (‘examen posterior’ o ‘examen superior’), śārīraka-mīmāṃsā (‘examen del [espíritu] corporificado’) o brahma-mīmāṃsā (‘examen de Dios’), que generalmente se llama vedānta, y fue producido por el sabio Viasa. Se dedica principalmente a la naturaleza del Brahman impersonal (el espíritu único del universo).

## Historia
Los orígenes de la escuela se encuentran en las tradiciones académicas de los últimos siglos antes de la era cristiana, cuando el ritualismo sacerdotal de los sacrificios védicos estaba siendo marginado por el budismo y la doctrina vedānta, recientemente creados.
Para contrarrestar este problema, emergieron varios grupos dedicados a demostrar la validez de los textos védicos mediante la formulación de normas rígidas para su interpretación. La escuela tuvo impulso durante el periodo Gupta con Shábara, y alcanzó su ápice varios siglos después con Kumarila Bhatta y Prabhakar (siglos VII y VIII).
A principios de la Alta Edad Media la escuela ejerció una influencia casi dominante durante algún tiempo en el pensamiento hinduista, y se acreditó como una fuerza importante que contribuyó a la declinación del budismo en la India, pero cayó en decadencia a fines de la Edad Media, y en la actualidad ha sido eclipsada por la doctrina vedanta.

## Concepción del universo
La doctrina mimamsá propone una concepción en cierto modo «materialista» del universo:
- existen las cosas, que son reales y se pueden percibir por los sentidos (en esto la doctrina mimamsá se diferencia de la doctrina vedānta, mística y ascética, que descree de la existencia de la materia);
- existen las almas (espirituales y eternas), que transmigran de cuerpo en cuerpo para purificarse hasta el acto supremo del sacrificio, que borra cualquier residuo kármico.

## Núcleo de la doctrina

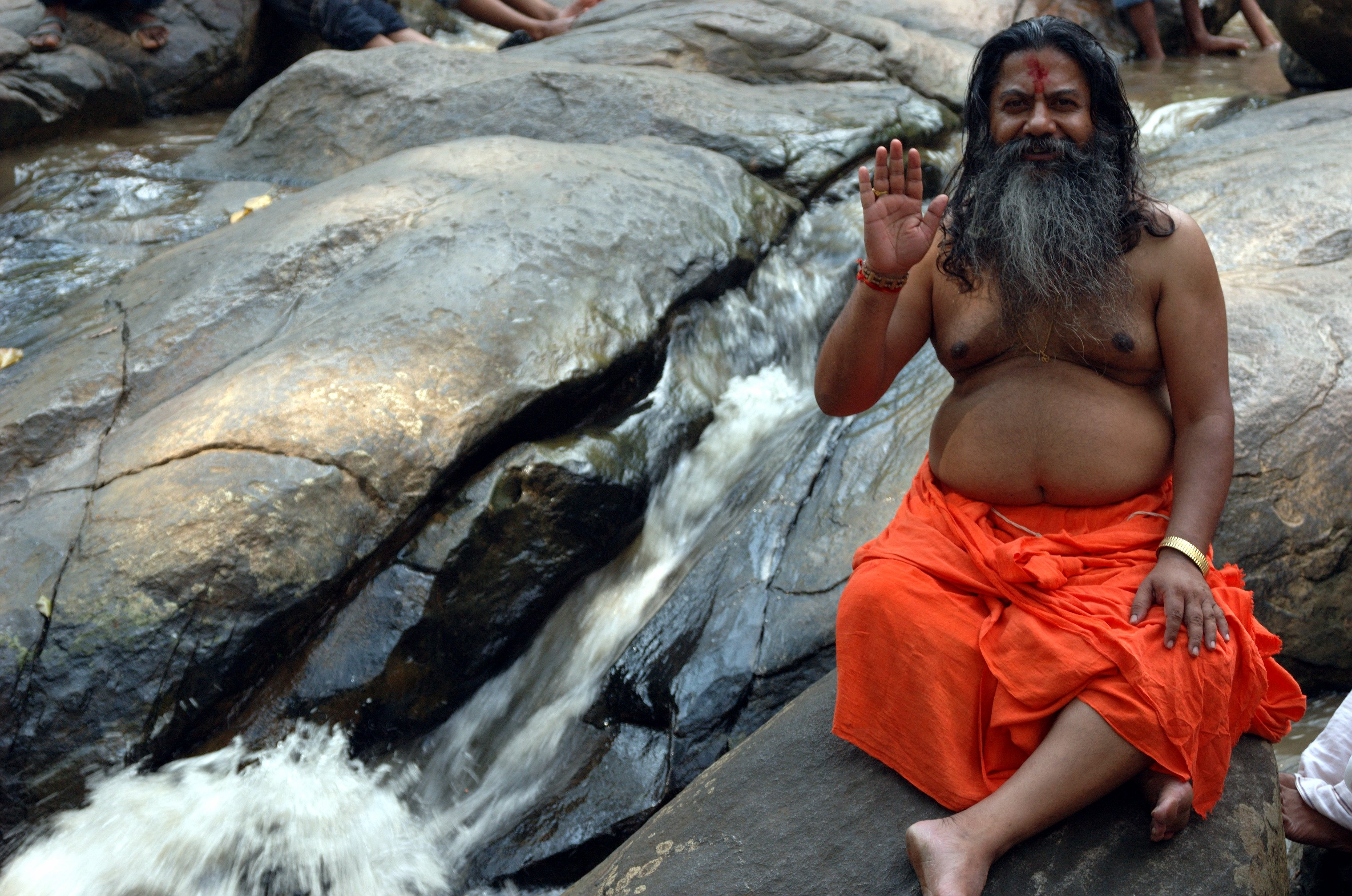
Un sadhu (santón que practica austeridades con la comida) en el Vásista áshram.

El mimamsá investiga la naturaleza del dharma (la actividad religiosa), basado a su vez en la hermenéutica (interpretación) de los cuatro Vedas. Su núcleo teórico incluye ritualismo, antiascetismo y antimisticismo (que estaba muy de moda en la época en que Yaimini Rishi escribió los textos básicos del mimamsá).
El objetivo central de esta escuela es la distinción de la naturaleza del dharma, entendido este como un compendio de obligaciones rituales y prerrogativas. La naturaleza del dharma no es accesible a la razón o a la observación y debe ser entendida únicamente desde la autoridad de la revelación contenida en los cuatro Vedas (que se consideran eternos e infalibles).
El objetivo principal de la escuela es establecer la autoridad de los Vedas. Sus seguidores creían que la revelación se debe demostrar por el razonamiento y no se debe aceptar ciegamente como dogma. En consecuencia, aceptan la lógica y algunos axiomas religiosos de otras escuelas.
Creen que otras escuelas de pensamiento, al perseguir moksha (liberación) como objetivo final, no están completamente libre de egoísmo. Según el purva-mimamsá la búsqueda desesperada de la liberación espiritual genera un egoísta deseo de ser libre. Solo la actuación de conformidad con los requisitos del Veda puede alcanzar la salvación (en lugar de la liberación).
Aunque no existen muchos estudios académicos sobre purva-mimamsá, su influencia se deja sentir en la vida práctica hinduista. Todos los rituales hinduistas, las ceremonias religiosas y las leyes se ven influidas por esta doctrina.